# Eurohipoteka
Eurohipoteka – pomysł wspólnej hipoteki dla wszystkich krajów należących do Unii Europejskiej powstał w 1960 roku w ramach opracowanego ówcześnie raportu Segre dla Komisji Europejskiej. Koncepcja ta rozwijana była później m.in. przez Międzynarodową Notarialną Unię Łacińską oraz Wehrensa i Stockera.

## Geneza
Europeizacja prawa cywilnego doprowadziła do koncentracji kilku grup badawczych na opracowaniu projektu instytucji eurohipoteki. Wśród nich działa na przykład Eurohypothec Research Group, której jednym z obszarów zainteresowań jest ów projekt. Grupa ta opracowała najbardziej rozbudowany system jednolitej hipoteki dla wszystkich państw UE.
Jako iż eurohipoteka wciąż jeszcze nie została wprowadzona, rozważania na jej temat dotyczą jedynie konstruktu teoretycznego, który ma szansę realizacji w niedalekiej przyszłości przez europejskie gremia.
Nie ulega wątpliwości, że istnieje potrzeba integracji rynków kredytów hipotecznych w Europie. Przyniesie to korzyści w postaci kilku międzynarodowych operacji hipotecznych, które obecnie są trudne lub niemożliwe do zrealizowania w wielu krajach UE (co oznacza gorszą pozycję europejskich kredytodawców i kredytobiorców). Eurohipoteka jest zoptymalizowanym instrumentem, dzięki któremu można to osiągnąć, zwłaszcza w kontekście kryzysu finansowego, w którym zaufanie, pewność (gwarancje prawne) i przejrzystość prawna są bardziej doceniane niż kiedykolwiek. W dalszej części przytoczone zostały przykłady międzynarodowych operacji, które mogłyby wykorzystać eurohipotekę. Są one dowodem na to, że wspólny instrument hipoteczny pozwoliłby w wielu krajach UE zaangażować się kredytodawcom w te operacje w zoptymalizowany sposób.
Idea eurohipoteki powstała ponad 60 lat temu, ale dopiero ostatnio, zaczęto ponownie pracować nad wprowadzeniem jej w życie. Ponadto od roku 2005 stanowi ona ważny punkt w programie Komisji Europejskiej. Był to bowiem rok wydania przez Komisję Zielonej Księgi dotyczącej rynku kredytów hipotecznych, która w całości poświęcona została eurohipotece. W 2007 roku została z kolei opublikowana przez KE Biała Księga, w której zostały omówione wszystkie czynności, które należy wykonać, żeby doprowadzić do integracji rynków hipotecznych w UE. Jednakże począwszy od 2007 roku nie podjęto żadnych znaczących działań w tej kwestii na szczeblu unijnym. Zatem możliwość stworzenia prawdziwego wspólnego europejskiego rynku kredytów hipotecznych oddala się w czasie pomimo niewątpliwego znaczenia na poziomie prawnym, ekonomicznym i finansowym.

## Proces tworzenia eurohipoteki
Profesor Claudio Segré na zlecenie Komisji Europejskiej podjął się w latach 60. utworzenia projektu wspólnego instrumentu hipotecznego. Zaproponowanym przez niego modelem był szwajcarski Schuldbrief. W 2004 roku została powołana specjalna grupa prawników i ekonomistów w celu zbadania możliwości wprowadzenia eurohipoteki. Prace tej grupy doprowadziły do redakcji w 2005 roku podstawowych wytycznych. Kilka miesięcy później, Komisja Europejska, oprócz publikacji Zielonej Księgi skierowała pytanie do rządów, zainteresowanych podmiotów rynku kredytów hipotecznych i naukowców, odnośnie do ich zdania na temat przydatności i istotności eurohipoteki. Reakcja na to pytanie była bardzo pozytywna.
Większość respondentów było albo za wprowadzeniem eurohipoteki jako modelu przewidzianego w Podstawowych Wytycznych lub opowiadało się za nią, ale po wprowadzeniu kilku zmian do proponowanego modelu. Mimo pozytywnych reakcji na pomysł, Komisja ograniczyła się do stworzenia Europejskiej Federacji Hipotecznej (EFH), w celu analizy możliwości i zainteresowania instytucją eurohipoteki. EFH nieoczekiwanie została zlikwidowana w 2006 roku bez dokonania ważnych działań przybliżających utworzenie eurohipoteki.
Pozostałe podgrupy stworzone przez KE w celu przeanalizowania innych obszarów, które były poruszane w Zielonej Księdze, pracowały bardziej aktywnie w swoich dziedzinach w kierunku europejskiej konwergencji. Zdarzało się, że podnosiły one w swoich pracach pewne problemy związane z rynkiem kredytów hipotecznych. Dwa główne sprawozdania dotyczące tych kwestii obejmowały Grupę ds. Dialogu z Konsumentami Branży Hipotecznej (MICDG). Z racji tego, że grupa ta składała się z pożyczkodawców i konsumentów, między którymi istniały różnice w opiniach w ważnych sprawach, zawarli oni kilka umów. Zostały w nich uwzględnione porozumienia w trzech ważnych obszarach. Pierwsza kwestia dotyczyła tego, jakie informacje powinien uzyskać potencjalny kredytobiorca przed zawarciem umowy, czy powinien uzyskać na wszystko odpowiedź przed dostarczeniem przez klienta swoich dokumentów, czy po tym fakcie (banki obstawały przy drugiej opcji). Kolejnym punktem spornym było to, czy ESIS (Europejski Standaryzowany Arkusz informacyjny) powinien zawierać dokładniejsze informacje w odniesieniu do kredytu hipotecznego, który konsument ma zamiar wziąć. Dyskutowano także nad skutecznością Kodeksu Postępowania w sprawie kredytów hipotecznych. Choć obecnie stosowanie się do zasad tego kodeksu jest dobrowolne i zależy od samej instytucji kredytowej, to konsumenci chcieli uczynić to obowiązkiem. Banki uznały jednak, że może to doprowadzić do zbyt dużej elastyczności na rynku hipotecznym.
Kolejną istotną kwestią było podniesienie tego, że opis produktu należy odróżniać od zaleceń produktu, jak również powinno się zamieszczać ostrzeżenia o ryzyku (pożyczkodawca powinien ocenić zdolność kredytową pożyczkobiorcy). Ostatnim już obszarem jest prawo do przedterminowej spłaty zadłużenia. Konsumenci optowali za systemem obowiązującym np. w Hiszpanii, który daje prawo każdemu do spłaty przedterminowej kwoty dowolnej wysokości, w dowolnym momencie. Choć w Hiszpanii instytucje kredytowe mogą za to pobierać dodatkowe opłaty, aby zrekompensować sobie straty. W większości krajów instytucje kredytowe i konsumenci mogą w umowie uzgodnić, czy będzie dozwolona wcześniejsza spłata, która przy braku regulacji prawa do niej, oznacza gorsze warunki kredytu (np. wyższe odsetki za zwłokę).
Raport ten był ważny na początku procesu tworzenia modelu eurohipoteki, ponieważ jasno podkreślił, że „umowny” aspekt kredytów hipotecznych należy odróżnić od „rzeczywistego” (prawo rzeczowe). Eurohipoteka niekoniecznie musi mieć związek z aspektem kontraktowym kredytu hipotecznego, jest bowiem tylko związana z prawem rzeczowym (bezpieczeństwo) w tym sensie, że odnosi się jedynie do modelu zabezpieczenia praw na nieruchomości. Jest to tryb, w którym umowa pożyczki zawiera wszystkie niezbędne zapisy służące do ochrony konsumenta (zabezpiecza jego interesy). Niektóre inne kwestie, jak prawa do przedterminowej spłaty, mogą mieć bezpośredni wpływ na pasywne działania na rynku kredytów hipotecznych (stabilność i przewidywalność zabezpieczenia hipotecznego, zwłaszcza listów zastawnych).
Drugą podgrupą była Grupa Ekspertów do Spraw Finansowania Hipotecznego (MFEG), składająca się wyłącznie z kredytodawców. Zawarła ona do tej pory wiele porozumień dotyczących obszaru jej działalności. Kwestie odnoszące się do zabezpieczeń hipotecznych stanowiły ich centralny punkt. Porozumienia te przyniosły kilka znaczących rozwiązań. Mianowicie rynek kredytów hipotecznych jest pojęciem kompletnym, gdyż obejmuje zarówno aktywne operacje (udzielanie kredytów), jak i pasywne (finansowanie kredytów hipotecznych). Obecnie oczywiste jest, że udzielania kredytów hipotecznych nie można zrozumieć bez kompletnego i dobrze funkcjonującego (z finansowego i z prawnego punktu widzenia) systemu finansowania hipotecznego. Ponadto istnieje potrzeba zintegrowania pasywnych operacji na rynku kredytów hipotecznych. Fakt, że dobrze znana w USA koncepcja ryzyka „pożyczaj komuś na długo, sam zapożyczaj się na krótko” może okazać się wciąż jeszcze rzeczywistością w Europie, zakłada istnienie nieefektywności systemu. 60% wszystkich europejskich kredytów hipotecznych (długoterminowych) jest nadal niedostatecznie finansowanych przez depozyty (które są krótkotrwałe), co może powodować niezgodności, ze względu na płynność i zmiany stóp procentowych, co generuje ryzyko. W konsekwencji tylko 17,5% z nich jest finansowanych z obligacji zabezpieczonych hipoteką, podczas gdy 10,5% przez hipoteczne listy zastawne (MBS).
Zaczęto rozmowy również nad dążeniem do większych i bardziej zróżnicowanych puli hipotecznych. Ich geograficzną dywersyfikację będzie jednak ciężko osiągnąć. Obecnie jest to niemożliwe do wypracowania na poziomie paneuropejskim ze względu na niski odsetek zagranicznych kredytów hipotecznych (głównie z powodu braku wspólnej europejskiej hipoteki).
Kolejną poruszaną kwestią była chęć wprowadzenia większej różnorodności produktów hipotecznych. Istnieje jeszcze kilka ustawodawstw, które nie posiadają dobrze funkcjonujących, wyspecjalizowanych instrumentów finansowania hipoteki, takich jak MBS lub listów zastawnych. Najważniejszym aspektem porozumień było dojście do konkluzji, jakie cechy powinien posiadać ogólnoeuropejski rynek kredytów hipotecznych. Ustalono, że powinien być kompletny, konkurencyjny, efektywny, przejrzysty i stabilny. Przy czym kompletność oznacza, że każda instytucja kredytowa działająca na terenie UE powinna oferować prawnie wymagane udogodnienia i możliwość wyboru przez klientów sposobu finansowania kredytów hipotecznych, które on uzna za najbardziej odpowiednie dla siebie.
Z kolei konkurencyjność odnosi się do usunięcia wszystkich barier, które występują podczas negocjacji kredytów transgranicznych hipotecznych (eurohipoteka powinna odgrywać tutaj ważną rolę). Efektywność oznacza większą płynność i dywersyfikację produktów. Eksperci doszli również do konkluzji, że należy odrzucić możliwość przejęcia modelu amerykańskiego federalnych agencji, który został ostatecznie uznany za nieodpowiedni dla zdrowego rynku kredytów hipotecznych (choć były pewne próby stworzenia Europejskiej Agencji Finansowania Hipotecznego). Poruszono również kwestie trudnej do osiągnięcia dywersyfikacji produktów w pasywnych operacjach w środowisku, w którym istnieje niedobór transnarodowego biznesu hipotecznego. Odnośnie do przejrzystości udało się ustalić, że prawne i finansowe struktury kredytów hipotecznych powinny być bardziej zrozumiałe zarówno dla inwestorów (profesjonalistów i laików), jak i agencji ratingowych. Był to jeden z najważniejszych powodów, dla których doszło do internacjonalizacji kryzysu na rynku hipotecznym w 2007 roku (lekceważenie rzeczywistych zagrożeń, którym ulegli inwestorzy, stawiając na MBS, w połączeniu z zainwestowaniem kapitału przez Europejczyków w rynek kredytów hipotecznych w USA).
Stabilność odnosi się natomiast do procesu, w którym operacje pasywne na rynkach hipotecznych powinny przynieść odpowiedni poziom dywersyfikacji ryzyka. W obszarze operacji na aktywach wypracowano także standardy wyceny gruntów, zasadę elastyczności międzynarodowej w transferach kredytów hipotecznych, efektywną ewidencję gruntów, skuteczne egzekwowanie długów i ochrony danych konsumentów. W obszarze pasywnych operacji badacze doszli do wniosku, że konieczne jest wprowadzenie nowych zapisów dotyczących listów zastawnych, aby zmniejszyć ryzyko MBS i stworzyć prawdziwie ogólnoeuropejski rynek zabezpieczeń hipotecznych. Jest to idealny odpowiednik biernych aspektów eurohipoteki.
Dlatego, nawet jeśli Biała Księga z 2007 roku dotycząca kredytu hipotecznego w UE nie wymienia literalnie eurohipoteki (nazwa ta znalazła się w jej dwóch aneksach), to wiele jej zasad i celów jest w niej zawartych. Stworzenie prawdziwego wspólnego rynku hipotecznego nie może być osiągnięte poprzez uwzględnienie tylko biernej strony operacji. Stąd aktywny aspekt eurohipoteki został szczegółowo omówiony w Białej Księdze. Czytamy w niej, że rynek kredytów hipotecznych stanowi 47% PKB Unii Europejskiej. Dlatego jest ważnym obszarem, który powinien zostać uregulowany na unijnym szczeblu. Ta integracja umożliwiłaby wzrost PKB UE o 0,7%. Celem KE jest ułatwienie transgranicznego udzielania kredytów hipotecznych. Dąży ona także do ułatwienia transgranicznego finansowania kredytów hipotecznych. Na stronie 3 dokumentu znalazło się następujące stwierdzenie: „Istnienie różnych ram prawnych i systemów ochrony konsumentów, podzielonych infrastruktur (np. rejestrów kredytowych), jak również brak odpowiednich uregulowań prawnych w niektórych przypadkach (np. w przypadku finansowania kredytu hipotecznego), tworzy prawne i gospodarcze przeszkody, które ograniczają transgraniczną działalność kredytową i zapobiegają rozwojowi opłacalnych dla całej UE strategii finansowania”.
Dlatego też Komisja pragnie usunąć nadmierne przeszkody, a tym samym obniżyć koszt sprzedaży produktów hipotecznych w całej UE. KE stwierdziła także, że: „Istnieją również gospodarcze i prawne przeszkody, co uniemożliwia kredytodawcom hipotecznym oferowanie niektórych produktów na pewnych rynkach i wyboru określonej strategii finansowania”.
Dlatego, choć KE nie wymienia wprost eurohipoteki, określa cel, któremu ona służy. W kwestii zabezpieczeń hipotecznych stwierdziła, że „Ich zadaniem powinno być ułatwianie, a nie ograniczenie rozwoju szerokiego wachlarza instrumentów finansowania kredytów hipotecznych”.
Jeśli chodzi o korzystanie z paneuropejskich kredytów hipotecznych w celu zwrócenia listów zastawnych, stwierdza, że „zakaz zawierania poza swoim ojczystym krajem w UE, kredytów hipotecznych w celu pokrycia listów zastawnych, który obecnie istnieje w niektórych państwach członkowskich, jest zgodny z zasadą swobodnego przepływu kapitału i swobody świadczenia usług”. W Białej Księdze, KE zapewnia, że dąży do ułatwienia mobilności konsumentów „poprzez zapewnienie, że konsument pragnący zmienić kredytodawcę hipotecznego będzie mógł to zrobić bez żadnych nieuzasadnionych prawnych i ekonomicznych barier”. KE zachęca państwa członkowskie do dołączenia do EULIS, który stanowi dobre uzupełnienie dla eurohipoteki (która nie może być w pełni zrozumiana bez tego systemu).
W związku z powyższym, w dokumencie znajduje się takie sformułowanie: „Aby być skutecznym, trzeba wykazać, że wszelkie proponowane działania będą tworzyć nowe możliwości dla kredytodawców hipotecznych w zakresie dostępu do innych rynków i angażowania się w działalność transgraniczną. Powinno się również wykazać zdolność ułatwienia bardziej efektywnego procesu udzielania kredytów hipotecznych, co powinno obniżyć koszty. Spodziewane korzyści należy porównać z przypadającymi kosztami tych działań”. W końcu, eurohipoteka literalnie pojawia się w dwóch załącznikach do Białej Księgi. W załączniku nr 2 KE zwraca uwagę na to, że warto kontynuować proces tworzenia eurohipoteki, a w załączniku 3 zachęca do „skierowania zalecenia dla państw członkowskich [...], do wprowadzenia odpowiednich przepisów lub do utworzenia eurohipoteki, jako alternatywnego instrumentu zabezpieczenia kredytów na nieruchomości dla istniejących krajowych koncepcji zabezpieczenia”.
Na podstawie orzeczenia w sprawie Cassis de Dijon żadne bariery nie mogą zostać nałożone na swobodny przepływ towarów, jeżeli wymagania kontroli bezpieczeństwa zostały już spełnione w jednym z krajów UE. Kolejnych kilka spraw, jak Centros, Überseering i Inspire Art, zmusiły wszystkie państwa członkowskie do akceptowania form prawnych innych państw członkowskich UE dzięki orzeczeniom Europejskiego Trybunału Sprawiedliwości. Jednakże zasada wzajemnego uznawania stosowana w stosunku do kredytów hipotecznych w Europie oznaczałaby, że każde z 27 rozwiązań prawnych musiałoby być akceptowane w każdym z państw UE. Rozwiązanie to jest chaotyczne dla każdej jurysdykcji (biorąc pod uwagę trudność dostosowania do własnego systemu prawa wielu różnych rozwiązań legislacyjnych).
W obszarze kredytów hipotecznych, najbardziej znanym orzeczeniem było to w sprawie Trummer i Mayer. Sprawa dotyczyła tego, że Austria wprowadziła zakaz obciążania hipoteki kredytem w obcej walucie, aby uniknąć niepewności odnośnie do wysokości długu (ze względu na codzienne wahania kursów walut). Europejski Trybunał Sprawiedliwości uznał ten powód jako niewystarczający, aby ograniczyć swobodny przepływ kapitału. Tylko wtedy, gdy krajowy system kredytów hipotecznych zostałby dotknięty w taki sposób, że nie gwarantowałby praw kredytodawców hipotecznych i osób trzecich, to ograniczenie to byłoby akceptowalne. Zasada ta została nazwana transpozycją do minusa. Oznacza, że gdy prawo jednego państwa jest inkorporowane do prawodawstwa UE (czyli obowiązuje we wszystkich państwach członkowskich), powinno być stosowane w taki sposób, że sytuacja prawna właścicieli tego prawa nie ulegnie dzięki temu poprawie. W dziedzinie kredytów hipotecznych oznaczałoby to, że w odniesieniu do transgranicznego kredytu pozycja wierzyciela byłaby gorsza, jeśli dana regulacja zostałaby włączona do jurysdykcji jego państwa.
Dlatego eurohipoteka jest nie tylko w pełni zgodna z celami Białej Księgi z 2007 r. i najbardziej odpowiednim instrumentem do ich osiągnięcia, ale także pozwala na zniesienie barier występujących w tradycyjnych sposobach harmonizacji prawa UE. Ponadto w kontekście międzynarodowego kryzysu, eurohipoteka wiąże się również z pewnością, zaufaniem i przejrzystością wszystkich działań na rynku hipotecznym (np. dla celów sekurytyzacji ustanawia jasny system przeniesienia hipoteki poprzez Eurotrust), podążając za intencjami zawartymi w rozporządzeniu nr 1060/2009 w sprawie agencji ratingowych.

## Zastosowania eurohipoteki
Głównym celem projektu eurohipoteki jest stworzenie wspólnego instrumentu zabezpieczenia ponadnarodowych i ogólnoeuropejskich długoterminowych kredytów. Pozwoliłoby to na utworzenie europejskiego rynku kredytów hipotecznych, co byłoby korzystne zarówno dla konsumentów, jak i instytucji kredytowych. W szczególności, wspólny dla UE rynek kredytów hipotecznych może doprowadzić do powstania europejskiego rynku mieszkaniowego. Byłoby to spowodowane tym, że kredyt hipoteczny jest najczęściej używanym narzędziem do finansowania zakupu mieszkań, ale nie tylko w celach mieszkalnych, ale również dla szpitali, centrów handlowych, szkół, budynków biurowych itp., co sprzyjałoby prawidłowemu zagospodarowaniu przestrzennemu w całej Europie.
Podstawową korzyścią wprowadzenia eurohipoteki byłby szerszy i bardziej otwarty rynek kredytów hipotecznych i mieszkań, z czym wiązałby się łatwiejszy dostęp do lokali mieszkalnych, lepsze zagospodarowanie terenu, większa konkurencja wśród instytucji kredytowych, lepsze finansowanie kredytów hipotecznych, coraz bardziej zróżnicowane typy przedsiębiorstw ponadnarodowych. Punktem wyjścia jest fakt, że obecnie ponadnarodowe kredyty hipoteczne praktycznie nie dochodzą do skutku (stanowią jedynie 1% całego biznesu hipotecznego). Jednym z powodów takiego stanu rzeczy są prawne trudności dla kredytodawców zagranicznych, które występują podczas próby konkurowania w krajach europejskich z lokalnymi kredytodawcami. Oznacza to, że nie ma prawdziwej jednolitości wśród europejskich instytucji kredytowych, a więc nie są realizowane dwa podstawowe cele Unii Europejskiej: swobodny przepływ kapitału, ponieważ kredytodawcy działają jedynie na rynku krajowym i swobodny przepływ pracowników, bo kredytobiorcy muszą zwracać się do lokalnych instytucji kredytowych w celu finansowania zakupu ich domów.
Z prawnego punktu widzenia, istnieją powody, które uzasadniają dążenie do utworzenia jednolitego systemu kredytów hipotecznych. Istnieje obecnie co najmniej 27 różnych rodzajów ram prawnych dla kredytów hipotecznych w Europie. Oznacza to, że każde przepisy prawne dotyczące hipoteki muszą być znane i szczegółowo zbadane przez zawodowych kredytodawców (banki i inne instytucje kredytowe), aby ocenić dokładnie ryzyko kredytowe w każdym kraju członkowskim. Jednakże nawet po przeprowadzeniu takiej analizy, w której szczególny nacisk kładziony by był na efektywność każdej hipoteki (czy istnieją preferencyjne zasady, jak działa Rejestr Gruntów, jakie są koszty i szybkość rejestracji i wykonania, opinie prawne od miejscowych prawników itp.), kredytodawcy zagraniczni nie będą konkurować na tych samych warunkach, co lokalni kredytodawcy, ponieważ instrument którego używają (hipoteka) jest inny od tego, którego używają na ich lokalnym rynku, dlatego często nie potrafią z niego korzystać właściwie.
Ma to negatywny wpływ na możliwości konkurowania wśród instytucji kredytowych w UE, co zmniejsza szansę kredytobiorców, którzy mogliby zyskiwać na większym profesjonalizmie kredytodawców oraz z faktu, że rozwiązanie bardziej elastycznej nieakcesoryjnej hipoteki, które jest obecne w większości krajów daje im większe szanse na refinansowanie ich kredytów hipotecznych w ich obecnych bankach lub znalezieniu innych, które oferują kredyty hipoteczne na lepszych warunkach.
Instytucje kredytowe, po uwzględnieniu kosztu alternatywnego, tracą możliwości biznesowe, ponieważ istnieje kilka przedsięwzięć na szczeblu lokalnym i międzynarodowym, które obecnie nie są możliwe bez eurohipoteki. Wprowadzenie jej dałoby następujące możliwości w tej kwestii.
Po pierwsze możliwe stałoby się zabezpieczenie kredytu lub kilku, hipoteką na kilku nieruchomościach położonych w różnych krajach europejskich. Obecnie nie jest to możliwe, ponieważ kilka kredytów hipotecznych (o różnych wymaganiach i efektywności) muszą być przyznawane w każdym kraju odrębnie, żeby zabezpieczyć różne pożyczki. Możliwe byłoby ponadto finansowanie puli nieruchomości w całej Europie, z możliwością wymiany nieruchomości w ramach kredytu hipotecznego, niezależnie od tego, w jakim kraju się znajdują. Realna stałaby się zmiana kredytobiorcy, niezależnie od tego, w jakim kraju on by się znajdował. Kolejną szansą na rozwój wspólnego rynku mogłaby być wymiana kredytodawców z każdego kraju europejskiego. Ten proces powinien obejmować pełny rozwój procesu sekurytyzacji kredytów hipotecznych na poziomie europejskim. Bez eurohipoteki sekurytyzacja nie może być rozwijana.
Dzięki wprowadzeniu postulowanego modelu niezależnej eurohipoteki, różne instytucje kredytowe będą mogły tworzyć wspólne oddzielone pule kredytów zabezpieczonych hipotekami, które zostałyby zachowane przez inicjatora (instytucję kredytową) w oparciu o zaufanie do nich. Byłaby to podobna struktura (choć występowałyby różnice prawne związane ze specyfiką zaufania publicznego charakterystycznego dla systemu common law) do angielskiego standardowego modelu sekurytyzacji. Byłoby to możliwe dzięki tym samym warunkom dla eurohipoteki w całej Europie, co oznacza, te same koszty i efektywność (szczególnie w sytuacjach stresowych, takich jak niewypłacalność dłużnika hipotecznego lub w przypadku egzekucji z zabezpieczenia). Jednak oprocentowanie kredytu będzie się różnić w zależności od kondycji gospodarki danego kraju. Kredytobiorcy mogliby zatem skorzystać z lepszych warunków i stóp procentowych w określonym państwie. Wzrost konkurencji wśród instytucji kredytowych zmusiłby je, aby ich kredyty hipoteczne były bardziej atrakcyjne dla każdego europejskiego kredytobiorcy. Instytucje kredytowe nie koncentrowałyby się wyłącznie na działalności kredytowej, ponieważ większość ich zysków pochodziłaby od inwestorów. Instytucje kredytowe nie musiałyby już zwiększać oprocentowania swoich kredytów hipotecznych, aby zarobić pieniądze, bo zyskiwałyby więcej kapitału w operacjach finansowanych przez inwestorów zewnętrznych. Bardziej efektywne byłoby właśnie przyznanie tak wielu kredytów hipotecznych, jak to możliwe (dzięki czemu byłyby tańsze), a zatem zyskanie więcej operacji finansowania, które byłyby bardziej opłacalne. Dlatego zyski banków po wprowadzeniu eurohipoteki pochodziłyby od inwestorów instytucjonalnych (tych, którzy mają pieniądze), a nie od kredytobiorców (którzy potrzebują pieniędzy).
Z drugiej strony, kredytodawcy po wprowadzeniu eurohipoteki skorzystaliby na bardziej elastycznym kredycie hipotecznym, ale tylko jako zabezpieczeniu. Oznacza to, że niektóre operacje, które nie są możliwe w dzisiejszych czasach, stałyby się możliwe. Utworzony zostałby ogólnoeuropejski rynek kredytów hipotecznych, który pozwoliłby im rozwijać swoją działalność w całej Europie, zwiększając potencjalną liczbę ich klientów. Coraz większe znaczenie systemu elektronicznego przenoszenia umów kredytowych, sprawiłoby, że drugorzędne banki będą w stanie konkurować z tymi największymi. Działalność wszystkich podmiotów na tym samym rynku kredytów hipotecznych pozwoliłaby na przeprowadzenie operacji zagospodarowania przestrzennego w każdym obszarze Europy, zwłaszcza w tych nierozwiniętych (możliwości biznesowe są w nich większe). Rozwiązania alternatywne do eurohipoteki oparte na tradycyjnych zasadach prawa prywatnego międzynarodowego nie mogą doprowadzić do tych samych rezultatów, których oczekuje się od eurohipoteki (wspólny rynek kredytów hipotecznych w Europie, który umożliwia rozwój w każdym regionie). Zatem nie są one przydatne do realizacji tych celów.
Poglądy na temat eurohipoteki nie są jednolite we wszystkich państwach UE. Są państwa (np. Niemcy), które uważają jej wprowadzenie jako niezbędne, bardzo pożyteczne. Inne państwa natomiast (jak Hiszpania) uważają, że nie jest ona im potrzebna, bo ich rynek wewnętrzny działa wystarczająco dobrze. W trakcie ustalania ostatecznego modelu eurohipoteki, należny podjąć rozmowy z każdą z zainteresowanych stron ze wszystkich państw UE, czyli instytucji kredytowych, podmiotów odpowiedzialnych za rejestr gruntów, notariuszy, konsumentów, instytucji publicznych. W szczególności należy zwrócić uwagę wyżej wymienionych podmiotów na to, co eurohipoteka dla nich zmieni (co bez niej jest dzisiaj niemożliwe lub trudne do wykonania), co jej wprowadzenie oznacza dla kredytobiorcy i kredytodawców hipotecznych, a jakie są ekonomiczne implikacje takiej instytucji.
W istocie, model eurohipoteki może wskazać kierunek podejmowanych reform prawa hipotecznego lub jego implementacji w krajowych systemach prawnych (jakie cele mają zostać osiągnięte w kontekście prawa kredytów hipotecznych we współczesnej Europie i jakie korzyści przynosi hipoteka transgraniczna). Po opublikowaniu Podstawowych wytycznych w 2005 roku, dwa systemy hipoteczne zostały zreformowane na ich podstawie: francuski (poprzez rozporządzenie z dnia 23.03.2006 r.) i hiszpański (poprzez ustawę nr 41/2007). W efekcie w tych dwóch państwach występują podobne systemy hipoteczne. Rządy Francji i Hiszpanii zdecydowały się oprzeć swoje modele na założeniach eurohipoteki, ponieważ uważają elastyczność ich prawa hipotecznego za priorytet. Jednak nie udało się tym państwom uzyskać poziomu elastyczności, który miałby towarzyszyć eurohipotece.
W drugim etapie eurohipoteka powinna służyć jako instrument dla europejskiego rynku kredytów hipotecznych, co przyczyniłoby się do realizacji założeń UE: wolności przepływu kapitału i osób w państwach członkowskich UE. Powinna być także użytecznym i optymalnym, wspólnym, ponadnarodowym instrumentem dla kredytu hipotecznego, istniejącego równolegle do obecnie obowiązujących krajowych kredytów hipotecznych. Drugi etap nie wymaga żadnych zmian w prawnych regulacjach kredytów hipotecznych w jakiejkolwiek jurysdykcji krajowej.
W trzecim etapie, krajowe jurysdykcje powinny uwzględnić znaczenie dostosowania własnego prawodawstwa do maksymalizacji korzyści dostarczanych przez model eurohipoteki. Ważne, żeby stało się dla nich klarowne, na przykład to, że ich procedury egzekucyjne nie są aktualne lub, że ich prawo upadłościowe nie wystarczająco zabezpiecza wierzycieli. Te i kilka innych czynników mogą sprawić, że wykazanie, że w danym kraju kredyty hipoteczne są droższe (trudniej dostępne, z wyższą stopą procentową dla pożyczkobiorcy) od tego samego instrumentu w innej jurysdykcji (który posiada lepszą regulację prawną), powoduje niezadowolenie obywateli, co prowadzi do reform ustawodawczych w tym państwie. Czwartym możliwym etapem mogłoby być uregulowanie kwestii wspólnych kredytów hipotecznych na szczeblu unijnym.
Zarówno kredytobiorcy, jak i kredytodawcy obecnie doświadczają gorszej sytuacji niż byłoby to możliwe z eurohipoteką. Z jednej strony, kredytobiorcy powinni mieć możliwość refinansowania swoich kredytów hipotecznych w bankach w całej Europie (np. Francuz, który będzie chciał kupić działkę w Szwecji, będzie mógł zawrzeć umowę z włoskim bankiem), a wszystkich formalności będzie można dopełnić online (każdy rodzaj produktu hipotecznego oferowanego przez którąkolwiek z instytucji kredytowych w Europie). Dzięki połączeniu systemu ksiąg wieczystych i katastrów różnych krajów, każdy w Europie będzie w stanie sprawdzić stan prawny i fizyczny nieruchomości zlokalizowanej w dowolnym miejscu w Europie.

## Podstawowe założenia teoretyczne eurohipoteki
Model eurohipoteki przedstawiony w Podstawowych wytycznych z 2005 roku został pomyślany jako bezpieczny, elastyczny instrument paneuropejski, co odpowiada także założeniom zawartym w Białej Księdze z 2007 roku. Odnosząc się do kwestii bezpieczeństwa trzeba zauważyć, że wspólnym rdzeniem wszystkich obciążeń ziemi w Europie, które mogą być wykorzystane do zabezpieczania zobowiązań jest to, że mogą funkcjonować jako preferencyjne (kredytodawca może domagać się spełniania roszczenia). Niezależnie od tego punktu wyjścia (używanie ziemi jako zabezpieczenia wierzytelności w sposób uprzywilejowany), nie można znaleźć wśród nich innych wspólnych cech. Eurohipoteka powinna uwzględniać ten punkt wyjścia w swoich założeniach, jednak wszystko, co wychodzi poza niego będzie nieznane dla chociażby jednego porządku prawnego UE (np. umowna zależność wynikająca z zabezpieczonego zobowiązania nie jest znana w niemal każdym państwie południowoeuropejskim).
Z kolei fakt, że eurohipoteka mogłaby zabezpieczyć wszystkie rodzaje zobowiązań, w tym niepieniężne, będzie zaskoczeniem dla wielu prawników w systemie common law itp. Eurohipoteka na pewno powinna być jak najmniej uciążliwa jak tylko jest to możliwe dla jurysdykcji krajowych, ale przede wszystkim powinna być jak najbardziej korzystna zarówno dla pożyczkodawcy i pożyczkobiorcy (to jest jej głównym założeniem). Poza tym, aby eurohipoteka była skuteczna musi mieć taką samą rangę we wszystkich krajach członkowskich UE.
Nie można tego łatwo osiągnąć w drugiej fazie, należy zatem tego dokonać w fazie trzeciej, kiedy model zostanie ostatecznie zatwierdzony. Byłaby to optymalna sytuacja. Jeśli nie jest to prawnie możliwe, przynajmniej w dalszym ciągu powinno mieć taką samą rangę, jak inne krajowe kredyty hipoteczne (z którymi miałaby współistnieć). Wreszcie, doskonałym uzupełnieniem eurohipoteki byłyby wspólne europejskie księgi wieczyste. Pierwszym krokiem w tym kierunku było utworzenie Serwisu Informacyjnego Ziemi Europejskiej (EULIS), który podczas pierwszego etapu (trwał do 2004 r.), obejmował dwa aspekty: dostęp on-line do portalu, gdzie znajdowały się już skomputeryzowane narodowe systemy ksiąg wieczystych i tzw. „prawna część”, która zawierała definicje legalne wszystkich instytucji (po angielsku), które są niezbędne do zrozumienia sytuacji prawnej gruntu (własność gruntów, obciążenia itp.). Teraz dostępne jest także tłumaczenie z jednego języka narodowego na drugi. W swoim obecnym etapie rozwoju EULIS jest już w pełni funkcjonalny i zawiera siedem krajowych systemów ksiąg wieczystych (Szwecja, Finlandia, Wielka Brytania, Austria, Holandia, Litwa i Norwegia), do których można uzyskać dostęp przez ten portal.
Obecne w planach jest rozszerzenie systemu o wiele innych rejestrów i katastrów.32 EULIS może służyć nie tylko jako narzędzie do zwiększenia międzynarodowego transferu ziemi, ale także do rejestracji opłat za grunt. Kolejną zaletą jest to, że kredytodawcy mogą łatwo sprawdzić w kraju, w którym prowadzą działalność wszystkie prawne i fizyczne szczegóły terenu, który ma być przez nich zaakceptowany jako zabezpieczenie kredytu, który mają przyznać. Kolejną cechą obok bezpieczeństwa, którą musi spełniać eurohipoteka jest elastyczność. Aby móc zastosować eurohipotekę w każdej instytucji zaangażowanej w jakiś sposób w kredyty hipoteczne (i wielu innych, które mogą zostać utworzone w przyszłości, a, które wymagają elastycznego zabezpieczenia na nieruchomości), powinna ona być „uwolniona” od przepisów, które ograniczają jej elastyczność (akcesoryjności).
Eurohipoteka, jako uprawnienie, powinna być traktowana jednostkowo (jako wartość w sensie ekonomicznym), bez względu na cel, dla którego jest ona stosowana. Od biernej perspektywy bycia zabezpieczeniem na nieruchomości, powinna ona ewoluować do bardziej aktywnej, wydobywając z nieruchomości wartość przez dłużnika hipotecznego (który jest właścicielem eurohipoteki od czasu jej powstania). Tylko w takim przypadku może eurohipoteka być przypisana przez wierzyciela hipotecznego oddzielnie od zabezpieczonej pożyczki w celu jej finansowania lub gdy kredytobiorca będzie w stanie używać jej tyle razy, ile będzie pożądane od tego samego lub innego kredytodawcy. Należy to rozumieć jako ogólną zasadę, która może być pominięta w niektórych przypadkach dla celów ochrony konsumentów (np. w przypadku, gdy pożyczkodawca przypisuje eurohipotekę i zabezpieczoną pożyczkę oddzielnie do dwóch różnych osób trzecich, które chcą wyłączności swoich praw w stosunku do kredytobiorcy). W takim przypadku kredytobiorca powinien mieć prawo do odwołania się do odpowiedniego wyjątku w celu uniknięcia płacenia dwa razy. Powinno być to możliwe na podstawie zasady bezpodstawnego wzbogacenia oraz ze względu na złą wiarę instytucji udzielającej kredytu. Kolejną zasadą jest paneuropejskość. Oznacza to, że eurohipoteka powinna służyć jako wspólny instrument, dostępny w całej UE, niezależny od różnych systemów hipotecznych. Na podstawie tego, co już zostało wspomniane o jej zastosowaniach, głównych cechach, czyli elastyczności, bezpieczeństwie i paneuropejskości, znalezienie odpowiedniego modelu eurohipoteki byłoby dla UE bardzo korzystne.
Obecnie istnieją następujące podstawowe modele hipoteki obowiązujące w Europie. Pierwszym z nich jest hipoteka akcesoryjna kontynentalna. Jest to najbardziej rozpowszechniony typ w UE, i to doprowadziło niektórych autorów (Wachtera i Gómeza Galligo) do zaproponowania go jako idealnego modelu dla eurohipoteki. System ten jest obecny w większości krajów UE, ale ma wady w stosunku do tych, gdzie występują nieakcesoryjne hipoteki. Bowiem wszystko, co dzieje się pomiędzy kredytodawcą i kredytobiorcą na poziomie umowy będzie również wpływać na hipotekę (np. hipoteka nie może istnieć bez zabezpieczenia wierzytelności, hipoteka przestaje istnieć w momencie wygaśnięcia wierzytelności, ich przypisanie musi się odbywać w tym samym czas itp.). Jednak autorzy będący za przyjęciem tego modelu nie przewidują żadnych rozwiązań, które pozwalałyby akcesoryjnym hipotekom na dostosowanie się do każdego rodzaju działalności, w tym sytuacji, w których eurohipotekę można by łączyć z Eurotrustem.
Kolejnym modelem jest kontynentalna niezależna hipoteka, która ma swoje korzenie w Niemczech (Sicherungsgrundschuld) i Szwajcarii (Schuldbrief), ale jest stosowana powszechnie w krajach takich jak Estonia (Hüpoteek), Słowenia (Zemljišzi dolg) czy Węgry (önálló zálogjog). Jego przewaga polega na tym, że jest w stanie dobrze funkcjonować z każdym rodzajem działalności, a jego wada wiąże się z hipotetycznie ograniczoną ochroną kredytobiorcy. Trzecim już typem jest hipoteka obowiązująca w państwach z systemem common law (Wielka Brytania i Irlandia). Chociaż istnieją pewne cechy, które sprawiają, że hipoteka w tym systemie jest prawie tak elastyczna, jak nieakcesoryjna kontynentalna (tj. może być przystosowana do wszelkiego rodzaju kredytów, istnieje możliwość tworzenia lub przenoszenia jej w kapitale własnym), problemem jest to, że taka hipoteka sama należy do określonego otoczenia prawnego (common law i prawa słuszności). Angielsko-amerykański system prawny nie może być adaptowany w innej rzeczywistości, między innymi, ze względu na fakt, że taki model wiąże się z 3000-letnią dzierżawą. Taka regulacja nie zostanie zrozumiana za granicą. Ponadto fakt, że hipoteka jest jednocześnie pożyczką oraz ius in rem jest również pojęciem trudnym do zrozumienia poza systemami anglosaskimi, ponieważ pozostałe kraje mają model prawa rzeczowego, które zabezpiecza umowy i inne zobowiązania, a „sprawiedliwe kredyty hipoteczne” (które są zwykle stosowane w wielu firmach hipotecznych w krajach anglosaskich) nie mogą być tworzone lub nawet nie są rozumiane w pozostałych krajach. Jednakże idea mądrego korzystania z zaufania w połączeniu z operacjami hipotecznymi, co jest powszechne w systemie common law, może znacznie usprawnić funkcjonowanie eurohipoteki.
Analiza powyższych modeli pozwala stwierdzić, że model eurohipoteki z Podstawowych wytycznych, składa się z najbardziej odpowiednich elementów każdego z przedstawionych systemów. Pozwoliło to na osiągnięcie najwyższego możliwego poziomu bezpieczeństwa i elastyczności, a o projekcie eurohipoteki można powiedzieć, że jest tertium genus. Dobrym przykładem ewolucji tradycyjnej, akcesoryjnej hipoteki w bardziej elastyczny rodzaj zabezpieczenia ius in rem może być niedawno opublikowany Francuski Raport dla Inspekcji Generalnej Finansów i Prawa. Raport ten ujawnia nieefektywność francuskiego systemu hipotecznego w pięciu głównych obszarach. We Francji pożyczki hipoteczne odbywają się w stosunku do osoby, a nie dla zabezpieczenia. Hypothèque nie jest już głównym sposobem finansowania budowy mieszkań we Francji (została zastąpiona przez ostrożność i tzw. przywilej „de prêteur de deniers”, art. 2103 francuskiego kodeksu cywilnego). Zgodnie z raportem, istnieje potrzeba rozwoju mobilnego kredytu hipotecznego poprzez nowe prawo w zakresie zabezpieczeń o nazwie „hypotèque rechargeable”, które byłoby akcesoryjne do pierwotnie zabezpieczonej pożyczki (i jest kauzalne), ale mogłoby być wykorzystane do zabezpieczenia przyszłych pożyczek i kredytów przez pewien czas i za maksymalną kwotę. Byłoby to poza tym łatwiejsze i tańsze do przeniesienia. Niewiarygodność istniejących zabezpieczeń ius in rem we Francji (sama rejestracja prawa do zabezpieczenia nie jest dowodem na istnienie i ważność kredytu) oraz ustanawianie francuskich kredytów hipotecznych są zbyt kosztowne i procedury ich egzekwowania są zbyt wolne.

## Szczegółowa charakterystyka eurohipoteki
Wyzwanie, jakim jest dla Unii Europejskiej stworzenie nowych instrumentów na podstawie różnych tradycji prawnych, jest bardzo podobne do sytuacji Polski. W ciągu ostatnich dwustu lat na terytorium Polski było obecne prawo francuskie, pruskie, austriackie, rosyjskie i polskie, co pozostawiło na tym terenie konsekwencje, które mogą być do dzisiaj obserwowane. Doświadczenia polskich prawników i parlamentarzystów (w różnych okresach czasu) pokazują, że trudno jest, mając tyle różnych kultur prawnych opracować przy ich uwzględnieniu coś nowego.
To bardzo dobrze ukazuje działania Sejmu RP w celu utworzenia elastycznego (nieakcesoryjnego) prawa dotyczącego zabezpieczenia nieruchomości zwanego długiem gruntowym. Projekt implementacji nowego typu hipoteki do polskiego systemu prawa, współistniejący jednocześnie z akcesoryjną hipoteką, udowodnił, że możliwe jest połączenie nowoczesnego dodatkowego instrumentu hipotecznego spełniającego wiele wytycznych odnośnie do eurohipoteki z polskimi księgami wieczystymi, postępowaniem egzekucyjnym oraz prawem upadłościowym.
Eurohipoteka może istnieć zanim umowa pożyczki zostanie zawarta, jak również przed przyznaniem kredytu. Uzyskanie kredytu jest przez to łatwiejsze: bank nie musi ponosić ryzyka dokonywania wypłat w razie braku zabezpieczenia. Kredytobiorca jest w efekcie w stanie stworzyć prawne zabezpieczenie na swojej własności jeszcze przed lub już w trakcie negocjacji kredytu, co może znacząco przyspieszyć ostateczne podpisanie umowy. Kiedy zobowiązanie, które ma zostać zabezpieczone, zostanie częściowo lub w całości spłacone, nowe zobowiązanie między tymi samymi stronami może zostać zabezpieczone tą samą eurohipoteką bez konieczności tworzenia nowej. Jest to duża zaleta dla konsumentów.
Eurohipoteka mogłaby być łatwo wykorzystywana do zabezpieczenia długów o zmieniających się wartościach. Jest to korzystne dla finansowania rozwoju rynku nieruchomości i budownictwa „etapowego”, jak również dla obecnych długów związanych z kontami.
Możliwe byłoby również zachowanie tej samej eurohipoteki jako instrumentu bezpieczeństwa, gdy zabezpieczone zobowiązanie miałoby być zastąpione nowym (novatio). Pożyczka o stałym oprocentowaniu również mogłaby zostać przedłużona lub zamieniona po wygaśnięciu okresu takiej stopy procentowej na kolejny okres odsetkowy. To samo miałoby zastosowanie, gdy kilka małych zobowiązań miałoby zostać zastąpionych jednym dużym.
Jednakże tylko właściciel ziemi może stworzyć eurohipotekę. Właściciel i dłużnik zabezpieczonej wierzytelności nie muszą być tymi samymi osobami. Aczkolwiek prawo krajowe może wymagać zawarcia umowy między właścicielem a przyszłym posiadaczem eurohipoteki jako podstawowego wymogu dla stworzenia eurohipoteki.
Eurohipoteka musiałaby być zarejestrowana we właściwych krajowych rejestrach w rozumieniu prawa krajowego. Tylko, gdy zarejestrowana, byłaby skuteczna wobec osób trzecich. Wymogi formalne w zakresie oświadczenia stron i rejestracji są takie same, jak w przypadku innych obciążeń nieruchomości (kredytów hipotecznych) w danym krajowym porządku prawnym. Rejestracja powinna składać się z następujących elementów: kwoty i waluty, w których pożyczka ma być spłacana; danych osobowych posiadacza eurohipoteki; czy jest to certyfikowane prawo (listowne) lub niecertyfikowane; czy eurohipoteka jest wymagalna (jeśli nie jest jeszcze wymagalna przez prawo); w przypadku wielu nieruchomości (łącznie) wskazanie innych obciążonych gruntów.
Prawo krajowe może przewidywać, że eurohipoteka może być skonstruowana albo jako certyfikowane prawo lub niecertyfikowane (tylko zarejestrowane), zgodnie z wolą stron. Księga wieczysta powinna stwierdzać, jaki jest to rodzaj prawa, jeżeli w danym systemie prawnym dostępne są oba typy.
Ponadto w tym modelu posiadacz eurohipoteki jest uprawniony do zapłaty kapitału, jaki został na początku zarejestrowany. Musi mieć to postać roszczenia o zapłatę pieniędzy. Tworzenie, przenoszenie i istnienie eurohipoteki nie zależy od istnienia zabezpieczonej wierzytelności.
Jednakże jeśli jest ona używana w celu zabezpieczającym, właściciel może zgłosić sprzeciw, jeżeli jej posiadacz domaga się praw wynikających z niej, które nie zostały mu przyznane zgodnie z warunkami Umowy Zabezpieczającej. Krajowe prawo musi zapewniać możliwość objęcia kilku nieruchomości położonych w obrębie tego samego państwa członkowskiego jedną eurohipoteką (wspólną lub wieloparcelową). Kilka eurohipotek w różnych państwach członkowskich może zabezpieczać jedną lub więcej wierzytelności (umów kredytowych) w tym samym czasie poprzez pojedynczą Umowę Zabezpieczającą (transnarodowa hipoteka). Zakres eurohipoteki byłby taki sam, jak dla innych obciążeń nieruchomości dostępnych na mocy prawa krajowego, o ile dotyczyłyby one tytułu własności, zysków z niego, w szczególności czynszów, przynależności, ubezpieczeń od jej straty, jak również pożytków.
Prawo krajowe może przewidywać, że eurohipoteka może być również tworzona na korzyść obecnego jej właściciela. Wtedy właściciel pozostaje posiadaczem jej nawet, jeżeli zmieni się tytuł prawny do nieruchomości. Wszystkie osoby fizyczne lub prawne mogłyby być posiadaczami eurohipoteki. W przypadku powstania lub przeniesienia jej na rzecz osoby prawnej nieposiadającej osobowości prawnej (np. w formie trustu lub innego powiernika), prawo krajowe może wymagać tego, żeby rejestracja była ważna tylko w przypadku zgłoszenia przedstawiciela rejestru, który udzieli wszystkich informacji i określi, kto jest uprawniony do dokonywania deklaracji w imieniu faktycznego władztwa nad eurohipoteką. Eurohipoteka mogłaby być używana do zabezpieczania transgranicznych pożyczek, a także, w zależności od woli stron, kredytów, które obejmują tylko jeden kraj. Przy czym właściwym ustawodawstwem dla Umowy Zabezpieczającej jest prawo państwa członkowskiego, w którym znajduje się nieruchomość (lex rei sitae). Każde nabycie eurohipoteki jako zabezpieczenia, przez osobę inną niż właściciel obciążonej nieruchomości, wymagałoby zawarcia nowej Umowy Zabezpieczającej.
Umowa ta musi mieć formę wymaganą przez prawo krajowe. Ustne porozumienia są jednakże nieważne. Właściciel byłby uprawniony do uzyskania pisemnej kopii tej umowy. Jednak nie musi ona być wpisana w księdze wieczystej. Umowa Zabezpieczająca musi zawierać następujące postanowienia minimalne: nazwiska stron oraz datę umowy, eurohipotekę; możliwe jest wykorzystanie jednej Umowy Zabezpieczającej na kilka eurohipotek lub wieloparcelowych eurohipotek; roszczenia, które mają być zabezpieczone; warunki spłaty eurohipoteki przez stronę zapewniającą zabezpieczenia; warunki postępowania egzekucyjnego z eurohipoteki.
Umowa Zabezpieczająca nie może zawierać następujących postanowień: ograniczeń w sprzedaży nieruchomości jako całości oraz klauzuli voie parée. Bez zgody posiadacza eurohipoteki w formie przewidzianej przez prawo krajowe, właściciel obciążonej nieruchomości nie mógłby ustanawiać żadnych obciążeń na niej, które mogłyby na nią wpłynąć. Powyższe postanowienie nie mogłoby mieć zastosowania do opłat o niższej randze. Jeśli nie byłoby ważnej Umowy Zabezpieczającej lub, jeżeli wszystkie zabezpieczone roszczenia zostałyby spłacone, strona gwarantująca zabezpieczenia miałaby prawo żądać odzyskania eurohipoteki lub jej części. Miałaby ona także prawo zdecydowania, jakie będą środki jej zwrotu, czy to przez wygaśnięcie, przeniesienie na nią eurohipoteki lub według jej woli osobom trzecim. Posiadacz eurohipoteki mógłby to zrobić, jeśli to konieczne, na własny koszt. Mógłby on także zrzec się prawa do wykupu na rzecz osoby trzeciej.
W przypadku certyfikowanej eurohipoteki prawo do odkupienia obejmuje według Podstawowych wytycznych możliwość otrzymania certyfikatu. W przypadku zbyt wysokiego zabezpieczenia zapewniający je mógłby na własny koszt poprosić o jego częściową adaptację poprzez zmniejszenie kwoty eurohipoteki lub poprzez częściowe umorzenie długu. Natomiast, odnosząc się do egzekucji, posiadacz różnych eurohipotek może być uprawniony w ramach Umowy Zabezpieczającej do wyboru, na których rzeczach chce przeprowadzić egzekucję. Jeśli chodzi o poszczególne rzeczy, postępowanie egzekucyjne może być prowadzone na kilku rzeczach oddzielnie lub łącznie.
Jeżeli posiadacz eurohipoteki złamałby postanowienia Umowy Zabezpieczającej, właściciel nieruchomości miałby prawo do odszkodowania za poniesioną szkodę zgodnie z lex rei sitae. Krajowe prawo musi zapewnić skuteczną rekompensatę. Przeniesienie własności niecertyfikowanej jest skuteczne wobec osób trzecich wyłącznie po uprzedniej rejestracji. Rejestracja przeniesienia własności wymagałaby zgody wcześniej zarejestrowanego właściciela eurohipoteki. Ponadto prawo krajowe może wymagać zawarcia umowy między poprzednim i nowym właścicielem eurohipoteki. Przeniesienie certyfikowanego prawa byłoby regulowane przez prawo państwa, w którym nieruchomość jest położona. Przeniesienie własności byłoby skuteczne tylko wtedy, gdyby certyfikat eurohipoteki został przekazany nowemu posiadaczowi eurohipoteki.
Wymagania formalne dotyczące deklaracji stron odnośnie do przeniesienia prawa, rejestracji certyfikatu muszą być takie same, jak w przypadku innych kredytów hipotecznych regulowanych przez prawo krajowe. W dobrej wierze nabywa ten, kto jest za taka osobę uznany według prawa krajowego: jakby zarejestrowana osoba była prawdziwym wierzycielem; w przypadku certyfikowanego prawa, również, gdyby posiadacz certyfikowanego prawa był prawdziwym posiadaczem eurohipoteki, mógłby udowodnić swoje uprawnienie przez nieprzerwany łańcuch przeniesień autentycznych instrumentów. Nie wpływałoby to jednak na zastrzeżenia jej posiadacza.
Poza tym przeniesienie eurohipoteki nie mogłoby być uzależnione od warunku przeniesienia zabezpieczonej wierzytelności.
Prawo krajowe może przewidywać albo, że umowa zabezpieczająca w najnowszej wersji jest wiążąca dla wszystkich przyszłych posiadaczy eurohipoteki i osób trzecich tak długo, jak osoby zapewniające zabezpieczenie nie są posiadaczami eurohipoteki lub alternatywnie poprzedni właściciel eurohipoteki odpowiada za wszystkie szkody poniesione przez właściciela, jeżeli przenosi on eurohipotekę bez związania beneficjenta Umową Zabezpieczającą. Jeśli posiadacz eurohipoteki przekazałby ją osobie trzeciej, musiałby on poinformować osobę trzecią o treści Umowy Zabezpieczającej. Jeśli nie doszłoby do dalszego porozumienia, posiadacz mógłby wypełnić ten obowiązek przez przekazanie oryginałów dokumentów osobie trzeciej.
Prawa właściciela do umorzenia nie podlegałyby żadnym ograniczeniem czasowym lub dopóki eurohipoteka byłaby zarejestrowana. Eurohipoteka wygasałaby, gdyby została usunięta z krajowego rejestru za zgodą jej posiadacza i właściciela. Nie zostałaby zlikwidowana przez uregulowanie zabezpieczonej wierzytelności. Kapitał eurohipoteki także nie podlegałby ograniczeniom czasowym. Jeśli zabezpieczone roszczenia zostałyby zaspokojone w całości, to właściciel mógłby żądać unieważnienia eurohipoteki lub jej przeniesienia na siebie lub inną osobę, którą by wybrał. Umowa Zabezpieczająca mogłaby określić inne przypadki, w których właściciel może zażądać unieważnienia lub przeniesienia eurohipoteki. W sytuacji, gdy posiadacz eurohipoteki byłby permanentnie nieznany lub nieosiągalny lub, jeśli certyfikat został zgubiony, proces anulowania prawdziwych obciążeń przewidziany w prawie krajowym znalazłby zastosowanie.
Eurohipoteka może prosperować tylko w środowisku prawnym, gdzie własność i wszelkie obciążenia nakładane na nieruchomość są przejrzyste w rejestrze prowadzonym przez właściwe władze krajowe (ksiąg wieczystych), który spełnia następujące standardy. Po pierwsze księgi wieczyste zawierają dane dotyczące wszystkich zbywalnych nieruchomości.
Ponadto wszelkie opłaty nakładane na nieruchomości i inne obciążenia na grunty, bez względu na ich rodzaj, w szczególności również koszty powstałe na podstawie dokonania czynności prawnej lub orzeczenia sądowego, muszą być odnotowane w księdze wieczystej zgodnie z prawem krajowym w celu bycia skutecznym wobec osób trzecich. Rejestry muszą dać jasny obraz praw do nieruchomości i ich ranking. Musi to być przejrzyste i zrozumiałe, bez konieczności wglądu do dodatkowych dokumentów (z drugiej strony może być konieczna dokładna analiza niektórych przepisów). Zgodnie z prawem krajowym, pierwszeństwo i ranga opłat nakładanych na nieruchomość może zależeć zarówno od czasu rejestracji lub czasu, gdy wniosek o rejestrację wpłynął.
Państwo członkowskie musi zagwarantować, iż z rejestracją związane jest pierwszeństwo zgłoszenia i że dobra wiara zarejestrowanego jest chroniona. W postępowaniu upadłościowym roszczenia są zaspakajane z wpływów w kolejności ich rankingu w księdze wieczystej. Tylko te prawa, które nie są zapisane w księdze wieczystej, ale są związane z własnością, ograniczone w czasie i dają się oszacować, mogą być stawiane wyżej od eurohipoteki. Zaufanie do informacji zawartych w rejestrze gruntów musi być wzmacniane, a odszkodowanie musi być zapewnione w przypadku podania nieprawidłowej informacji. Państwa członkowskie mogą wprowadzić elektroniczne certyfikaty eurohipoteczne, które byłyby przenoszone przez systemy elektroniczne. Nie wpływałoby to na potrzebę elektronicznej autoryzacji. Jakość prawa zabezpieczenia na nieruchomości jest uzależniona od skuteczności egzekucji. Dlatego musi istnieć skuteczna procedura egzekucji, która spełnia następujące standardy. Egzekwowanie z eurohipoteki powinno być zorganizowane i uregulowane we wszystkich państwach członkowskich w taki sposób, że nawet, jeśli właściciel lub dłużnik korzysta ze wszystkich środków prawnych w ramach zwykłej procedury i jeśli wszystkie terminy są w pełni dotrzymywane, to egzekucję można przeprowadzić, a kwota uzyskana z niej musi być wypłacona posiadaczowi eurohipoteki w ciągu dwunastu miesięcy od wezwania do wykonania. Państwa członkowskie powinny kontrolować, czy jest tak w rzeczywistości i równolegle podjąć niezbędne kroki w celu osiągnięcia, jak największej skuteczności procedur.
Posiadacz eurohipoteki musi być w stanie rozpocząć i przeprowadzić postępowanie egzekucyjne bez konieczności przedstawiania szczegółów kredytu i stosunków prawnych przed sądem i bez udowodnienia długu, lecz jedynie na podstawie potwierdzenia, że to on jest w jej posiadaniu. Musi istnieć prawnie gwarantowana procedura, która dawać będzie możliwości właścicielowi do wyrażenia sprzeciwu wobec zarzutów wynikających z umowy pożyczki lub Umowy Zabezpieczającej. Jeżeli właściciel kwestionowałby wysokość lub istnienie długu, ciężar dowodu spoczywałby na posiadaczu eurohipoteki. Postępowanie egzekucyjne byłoby przeprowadzane przez organ sądowy lub chociaż powinno być możliwe odwołanie się do niego. W egzekucji, wszelkie prawa mające pierwszeństwo przed wierzycielem muszą być chronione. Prawo może albo przewidywać, że przychody osiągane ze sprzedaży muszą przynajmniej zaspokajać wszelkie prawa stojące przed wnioskującym wierzycielem, lub może przewidywać, że prawa te będą dalej istniały. W obu przypadkach, prawa o równej ważności, jak również te uporządkowane hierarchicznie oraz prawo wierzyciela do zaspokojenia się z wierzytelności wygasałyby po rozpoczęciu procedury egzekucyjnej. Prawa, które wygasły byłyby zaspokajane z wpływów w kolejności ich rankingu.
Prawo do zastąpienia roszczenia wierzyciela do sprzedaży lub aukcji powinno być przyznane każdemu z tych, którzy utraciliby przez to swoje uprawnienia. Wymiana odbywałaby się za pomocą płatności na rzecz posiadacza eurohipoteki wnioskującego o sprzedaż lub aukcję. Wierzyciel, żeby je zastąpić musiałby wpłacić odpowiednią kwotę na konto, na które miałyby zostać przelane środki pochodzące ze sprzedaży lub aukcji. Dla eurohipoteki, która jest niezależna od długu, który zabezpiecza, oznacza to, że wierzyciel nie płaci za wymianę na poczet zabezpieczonej wierzytelności, ale raczej dla zapewnienia sobie zabezpieczenia. Dlatego wymiana przynosi tylko przeniesienie prawa do zabezpieczenia dla wierzycieli zastępujących. Zabezpieczona hipoteką wierzytelność nie wygasałaby, pozostawałaby pomimo zmiany wierzyciela. Drugi z nich byłby zobowiązany zgodnie z Umową Zabezpieczającą przekazać kwotę spłaty na rachunek dłużnika i zaksięgować ją na poczet zabezpieczonej wierzytelności. Prawo krajowe powinno przewidywać możliwość, że wraz z eurohipoteką, właściciel może uzyskać tytuł wykonawczy. Jeżeli porozumienie nie zostałoby osiągnięte inaczej, wierzyciel nie mógłby egzekwować podwójnego płacenia na podstawie dwóch tytułów, ale mógłby egzekwować zapłatę całej sumy, którą zabezpieczałaby hipoteka. Egzekucja byłaby regulowana przez lex fori. Eurohipoteka musiałaby zapewniać swojemu posiadaczowi możliwość pełnego zaspokojenia z niej nawet w przypadku niewypłacalności właściciela. Kolejność zaspokajania nie może zostać zmieniona w egzekucyjnym postępowaniu na niekorzyść eurohipoteki, z wyjątkiem wydatków poniesionych na masę upadłościową związaną z mieniem, któremu może przyznawać wyższą rangę.
W przypadku niewypłacalności właściciela, egzekucja z eurohipoteki powinna następować przed realizacją innych aktywów, ale powinna być traktowana odrębnie od masy upadłościowej majątku. Postępowanie egzekucyjne nie powinno być przerywane ani wstrzymywane przed rozpoczęciem procedury upadłościowej. W przypadku upadłości, posiadacz eurohipoteki musi mieć możliwość rozpoczęcia egzekucji z eurohipoteki albo od postępowania egzekucyjnego odrębnego od upadłościowego lub przez sprzedaż przy pomocy syndyka masy upadłościowej. Wykonanie egzekucji w tych przypadkach mogłoby zostać odroczone na mocy decyzji organu sądowego lub przez niego kontrolowane, ale tylko w celu zabezpieczenia operacji dokonywanych na masie upadłościowej. Odłożenie tego w czasie mogłoby trwać przez ograniczony czas i w żadnym wypadku nie powinno przekraczać jednego roku. Nakładane przez państwo podatki i opłaty muszą być takie same, jak w przypadku innych obciążeń nieruchomości występującym w prawie krajowym. Różnice w opodatkowaniu kredytodawców krajowych i zagranicznych są sprzeczne z prawem europejskim.
W celu uniknięcia podwójnego opodatkowania w różnych państwach członkowskich, byłyby one zobowiązane do gromadzenia pieniędzy pochodzących z podatków na proces tworzenia zabezpieczeń, a nie w celu pokrycia zobowiązań z umowy kredytowej. Państwa członkowskie powinny je przechowywać wyłącznie na podstawie zabezpieczonej kwoty, ale nie większej niż maksymalna wartość fiskalna zabezpieczonego dobra. Bowiem Umowy Zabezpieczające nie powinny podlegać żadnym opłatom administracyjnym ani podatkom. Eurohipoteka może zostać wprowadzona w drodze rozporządzenia, jako regulacja nr 26, istniejąc równolegle z krajowymi obciążeniami nieruchomości. Alternatywnie, może zostać wprowadzona przez dyrektywę, która byłaby wdrażana albo poprzez dostosowanie istniejącego instrumentu lub przez stworzenie nowego rodzaju hipoteki na podstawie prawa krajowego.

## Wątpliwości dotyczące wybranego modelu
Za każdym razem, kiedy ten model eurohipoteki był prezentowany na forum międzynarodowym pojawiały się następujące wątpliwości. Nie przeprowadzono satysfakcjonujących badań finansowych, a skoro realizacja eurohipoteki jest dość długa i trudna, powinnyśmy mieć pewność z wyprzedzeniem, czy cały proces jest tego wart pod względem ekonomicznym. Biała Księga z 2007 roku stawia wymagania, aby wykazać, że wszelkie nowe środki „będą tworzyć nowe możliwości dla kredytodawców hipotecznych”. Co prawda sama wymienia w dokumencie kilka zalet, ale jest to niewystarczające. Proponowany model hipoteki zależnej od umowy nie jest znany w Europie, co może stwarzać pewne problemy. Niektóre modele prawnie zależnych hipotek są uważane za wystarczająco elastyczne. Z tym są związane dwa główne problemy: model eurohipoteki z Podstawowych wytycznych, nie będzie działał w „kauzalnych” jurysdykcjach, czyli w państwach, gdzie causa jest istotnym wymogiem do złożenia ważnego Negotium. Drugą zarzucaną wadą jest to, że odrębne przeniesienie zobowiązania na trzecią stronę, a hipoteki na drugą, postawi kredytobiorcę w trudnej sytuacji, ponieważ będzie on wtedy musiał zmierzyć się z dwoma różnymi roszczeniami.
Jednakże żaden z obydwu zarzutów nie jest prawdą. Odnosząc się najpierw do zagadnienia kauzy i akcesoryjności, należy najpierw przedstawić różnice, które istnieją między nimi. Causa odnosi się do zobowiązania do tworzenia zabezpieczeń przez przepisy prawne w celu zagwarantowania zobowiązania (pactum de hipothecando, czyli zobowiązanie się dłużnika hipotecznego do tworzenia lub zastosowania hipoteki w celu zagwarantowania pewnego zobowiązania). Podczas gdy akcesoryjność, chociaż istnieje wiele jej rodzajów, odnosi się do związku i stopnia uzależnienia od prawa do zabezpieczenia i zobowiązania, czyli, co się dzieje z prawem do zabezpieczenia, gdy zobowiązanie zostało przekazane, zmniejszyło się lub wygasło.
Pojawiały się także wątpliwości dotyczące ryzyka (dla kredytobiorców) związanego z osobnym przeniesieniem kredytu hipotecznego i pożyczki. Po pierwsze taka sytuacja może mieć miejsce jedynie po uzgodnieniu z kredytobiorcą i kredytodawcą w Umowie Zabezpieczającej. Po drugie konieczne byłoby rozpoczęcie procesu eurosekurytyzacji poprzez Eurotrusta.
W rezultacie, pożyczki zabezpieczone odrębnie powinno dać się przenieść do Narzędzia Specjalnego Przeznaczenia (SPV) obsługującemu MBS, podczas gdy eurohipoteka będzie oparta na SPV. Dlatego w normalnych warunkach pomysłodawca otrzymałby eurohipotekę i przeniósłby tylko pożyczkę w celu sfinansowania kredytów hipotecznych, a zostałoby to uzgodnione między stronami. Jednak nic nie mogłoby powstrzymać inicjatora od przeniesienia kredytu do osoby trzeciej i przekazania hipoteki kolejnej. Dłużnik hipoteczny musiałby wtedy być może odpowiedzieć na dwa roszczenia (jedno pochodzące od przejmującego roszczenie, drugie od przejmującego hipotekę). Jednakże dłużnik hipoteczny będzie mógł korzystać ze wszystkich zarzutów i wyjątków, aby chronić siebie, zwłaszcza w przypadku, gdy on spłaci już swoje pożyczki, aby moc powstrzymać egzekucję z eurohipoteki. W każdym razie, w żadnym przypadku nie będzie musiał płacić podwójnie. Kolejną obawą jest to, że w trzecim etapie, niektóre dziedziny prawa prawdopodobnie zostaną zmienione. Jednak zmiany w przepisach będą wprowadzane niezależnie przez ustawodawców krajowych w celu poprawy funkcjonowania ich eurohipotek. Zwłaszcza jeżeli dana jurysdykcja ma wadliwy system egzekwowania przepisów, który uniemożliwia szybkie, pełne odzyskiwanie pożyczonej kwoty od kredytodawcy. Trzecia strona, która nabywa Grundschuld zawsze jest zależna od treści Umowy Zabezpieczającej, niezależnie czy jest ona w dobrej wierze, zatem wszystkie wyjątki i zarzuty (w tym już spłacony kredyt) może być używany przez dłużnika przeciwko niemu.
To samo stałoby się z zagadnieniem upadłości w kontekście skuteczności ksiąg wieczystych i całego „miękkiego” prawa. Kolejne wątpliwości pojawiają się w kontekście zakresu, jaki ma eurohipoteka (czy jest dozwolona tylko w obrębie transakcji międzynarodowych lub też w operacjach obejmujących tylko jeden kraj). W rzeczywistości, badacze doszli do wniosku, że nic nie powinno ograniczać korzystania z eurohipoteki w krajowych operacjach, jeżeli przynosi to korzystne efekty dla zaangażowanych stron. Eurohipoteka powinna być przedstawiana jako inna, dodatkowa opcja dla nich, niezależna od prawnych regulacji krajowych. Często pojawi się też pytanie o to, czy eurohipoteka powinna być stosowana tylko w stosunku do kredytodawców profesjonalnych. Ostatecznie przyjęto model, w którym jedynie zawodowi kredytodawcy będą mogli w nim uczestniczyć. Obecnie takie zasady obowiązują m.in. w Niemczech (Grundschuld), gdzie niektóre prawa do zabezpieczeń są jedynie zalecane do użytku profesjonalnego i kontrolowanego lub chociażby w Hiszpanii, gdzie nawet są legalnie ograniczone do ich wykorzystania (hipoteca recargable).
Kolejnym ważnym stawianym pytaniem jest to, czy UE ma kompetencje do wprowadzenia eurohipoteki. Zgodnie z prawem pierwotnym, jest oczywiste, że wiąże się ona z wolnym przepływem kapitału i ludzi, które w dzisiejszych czasach można osiągnąć jedynie poprzez działania na szczeblu unijnym, do którego zresztą jest ta organizacja uprawniona. Choć odniesienie do swobodnego przepływu kapitału jest raczej jasne (międzynarodowe czynne i bierne operacje na rynku hipotecznym spowodują paneuropejski przepływ pieniądza w odniesieniu do nieruchomości). Natomiast w odniesieniu do ludzi, zakłada ona możliwość finansowania przez nich łatwo zakupu domów w innym kraju UE przez ich krajowy bank. Jest to istotne nie tylko w momencie chęci posiadania nieruchomości za granicą (jako kolejnego domu), ale także dla mobilności pracowników. Mogliby planować wcześniej zakup mieszkania za granicą np. zawierając umowę z bankiem krajowym (na teoretycznie lepszych warunkach). Szczegółowe odniesienia znajdują się w traktacie z Lizbony (swoboda przemieszczania się i pobytu, rynek wewnętrzny oraz unia gospodarcza). Z kolei Karta Praw Podstawowych Unii Europejskiej odnosi się do podstawowych praw własności (art. 17.1), domu i życia prywatnego (art. 7), ochrony konsumentów (art. 38), pomocy dla rodzin (art. 33.1), swobodnego przepływu i pobytu (art. 45), swobodnego przepływu pracowników (art. 15). Ten akt prawny wyraża dążenie do swobodnego przepływu osób, usług, towarów i kapitału oraz swobody przedsiębiorczości, co znajduje odzwierciedlenie w idei eurohipoteki.

## Podsumowanie
Prawdziwa europejska harmonizacja w sprawach rynku hipotecznego jest kluczowa dla krajowych gospodarek, czego nie można osiągnąć przy obecnych mechanizmach. Potrzebny jest zatem nowy instrument: Eurohipoteka. Jest ona potrzebna dla operacji finansowych, które w chwili obecnej są trudne do prowadzenia lub wręcz są niemożliwe do zrealizowania albo po stronie dłużnika, albo wierzyciela w Europie. Ostateczny model eurohipoteki powinien posiadać trzy cechy: musi być bezpieczny, elastyczny i ogólnoeuropejski. W tej chwili nie istnieje optymalny model eurohipoteki spełniający jednocześnie wszystkie te trzy kryteria, w związku z czym dalsze prace powinny skupić się na znalezieniu najbardziej użytecznego modelu, który jednocześnie powinien być, jak najmniej inwazyjny dla krajowego ustawodawstwa. Wiele prac naukowych zostało poświęconych zagadnieniom tworzenia, transferu, wygaśnięcia oraz egzekwowania eurohipoteki, ale więcej badań w tym kierunku jest wymaganych. Jest konieczne podkreślenie tego, że eurohipoteka zgodnie z modelem przedstawionym w Podstawowych wytycznych z 2005 roku „podąża za obciążoną ziemią”, nie zważając na to, kto jest właścicielem nieruchomości w danym momencie. Kontrastuje to z efektywnością ius in personam, które jest skuteczne tylko pomiędzy stronami.
Jest to rodzaj osobistego zabezpieczenia opartego na umowie, na mocy której deweloper gruntów (kredytobiorca i dłużnik) płaci kwotę, która jest proporcjonalna do wartości kredytu. Suma ta jest inwestowana we wspólny fundusz wraz z dodatkową opłatą. Jest on używany do uspołecznienia (powszechnego) ryzyka niespłacenia kredytu, ponieważ jest instytucją wzajemnej ostrożności, która wypłaca pieniądze, gdy kredytobiorca nie dokona płatności (założenie możliwości niespłacenia długu, co jest konsekwencją opłaty za ochronę, którą płaci kredytobiorca). Więcej niż 50% kwoty pożyczek na ziemie przyznanych w 2003 r. zostało zabezpieczonych przez instytucję ostrożności. Ponadto musi istnieć umowa dotycząca pożyczki (zarówno dla ruchomości i nieruchomości), do której można by było dodać kolejne, przyszłe kontrakty dotyczące tego samego, między tymi samymi stronami, podczas gdy pierwszy kredyt nie byłby jeszcze w pełni spłacony.
Żeby istniała eurohipoteka, nie musi istnieć ani zobowiązanie, ani pożyczka. Jest to niezwykle ważny aspekt, który wymaga głębokiej dyskusji. Oznacza to, że eurohipoteka jest niezależna od pożyczek i kredytów, które zabezpiecza w danej chwili. Prowadzi to do stwierdzenia, że właściciel gruntu może stworzyć eurohipotekę, która nie musi zostać wykorzystana jako zabezpieczenie. Ponadto nie ma wpływu na to, co dzieje się z pożyczką (tzn. w przypadku, gdy pożyczka przestaje istnieć, eurohipoteka wraca do tego kto ją stworzył). Eurohipoteka może zawierać tak wiele obligacji lub pożyczek, jak tylko dłużnik i wierzyciel tego chcą. Obie strony mogą porozumieć się w kwestii nowych pożyczek, które mogą być pokryte (czyli zabezpieczone) przez tę samą, już istniejącą eurohipotekę. Natomiast Umowa Zabezpieczająca ustanawia zasady rządzące relacjami pomiędzy eurohipoteką oraz pożyczką, którą ona zabezpiecza w danej chwili czasu(tzn. co się stanie, gdy pożyczka w całości bądź częściowo zostanie spłacona, możność właściciela nieruchomości do zmniejszenia kwoty lub odpowiednio zlikwidowania eurohipoteki, na którą opiewa eurohipoteka, jeżeli częściowo lub w całości zaspokoił już kredytodawcę). Poza tym eurohipoteka nie generuje odsetek. Jeżeli takowe występują wynikają one z zabezpieczonej przez nią pożyczki. Może to prowadzić do trudności z przewidywaniem ryzyka w przypadku pożyczek długookresowych (tzn. 30-letnich, głównie na dom), ponieważ trudno jest ją pokryć z początkowo założonym budżetem (kwota, która figuruje w księdze wieczystej w momencie ustanawiania eurohipoteki).
Zatem istnieją wstępne propozycje modelu wspólnej europejskiej hipoteki. W chwili obecnej wszystko jest jeszcze możliwe do wprowadzenia. Począwszy od czasu trwania prawa (nieokreślony bądź ograniczony do pewnego okresu), aż po jego relacje z zabezpieczoną pożyczką (niezależność albo ryzyko dla dłużnika). Pozostają jeszcze do ustalenia kwestie związane z zaufaniem. Ciągle jest jednak zbyt wcześnie, aby poruszać niektóre inne ważne czynniki, które muszą poczekać na drugą fazę prac – szczególnie związane z implementacją eurohipoteki do ustawodawstwa krajowego: zmiany w procedurach, nieruchomościach, rejestracja nieruchomości, zasady egzekwowania i ich efektywność, postępowanie w przypadku niewypłacalności, stopień i jakość wdrożenia itd. Przede wszystkim należy osiągnąć porozumienie co do ostatecznego kształtu modelu.